# Apocephalus borealis
Apocephalus borealis Brues, 1924 je drobná severoamerická muška parazitující na dospělcích blanokřídlého hmyzu. Druh byl popsán sice již v roce 1924, teprve v roce 2011 bylo zjištěno, že napadá také jedince včely medonosné. Včela není původní americký druh, do Nového světa byla dovezena až evropskými kolonizátory.

## Životní cyklus
Dospělci, kteří se líhnou asi po měsíci z kukel se páří, a samičky vyhledávají dospělé jedince čmeláků, včel a vos. Kladélkem pronikají mezerou mezi zadečkovými tergity do těla hostitele a nakladou kolem patnácti vajíček. Vylíhlé larvy zcela spontánně začnou vyžírat vnitřní orgány hostitele. Napadená včela ztrácí své obvyklé instinkty, opouští úl a hyne mimo něj. Vyvinuté larvy se prokoušou v místě zúženého spoje mezi hlavou a hrudí a mimo tělo hostitele se zakuklí. Asi po třiceti dnech se líhnou dospělci a cyklus se opakuje.
Chování napadené včely vede k domněnce, že parazitická moucha je jedním z významných činitelů dosud neobjasněného jevu syndromu zhroucení včelstev známého především ze severoamerického kontinentu.

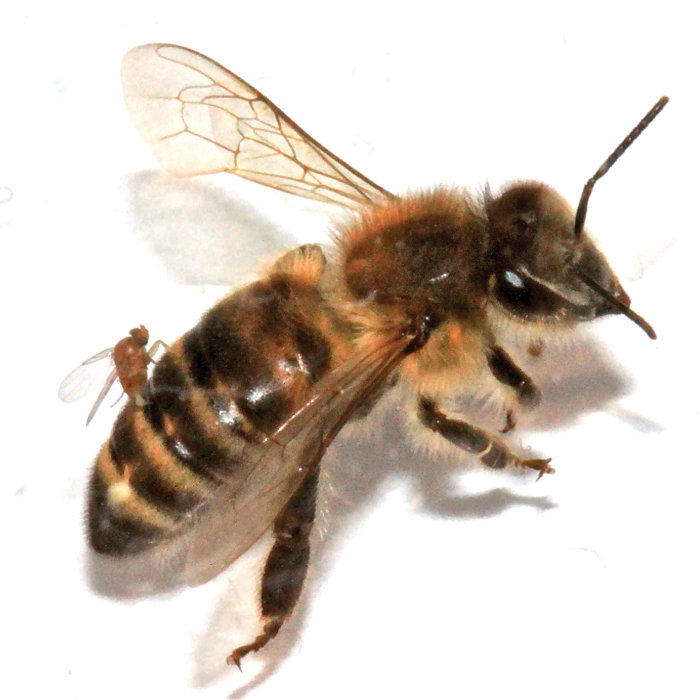
Samička kladoucí vajíčka mezi tergity včelí dělnice
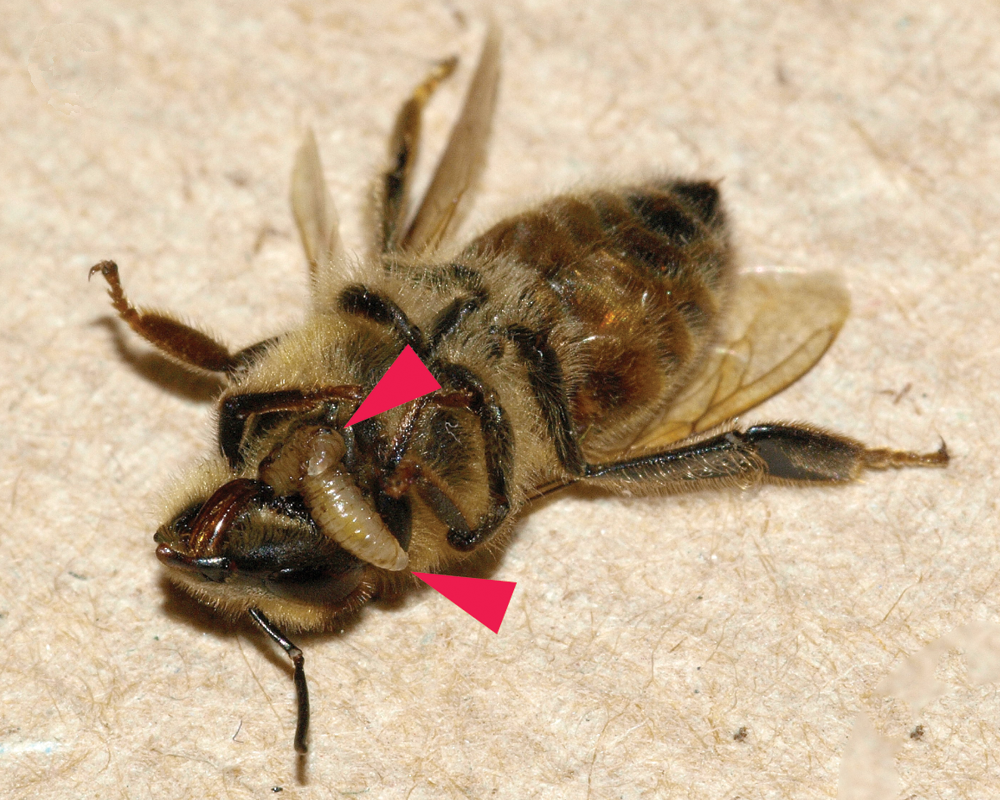
Larvy opouštějí mrtvé tělo hostitelky